# Bistum Civitavecchia-Tarquinia

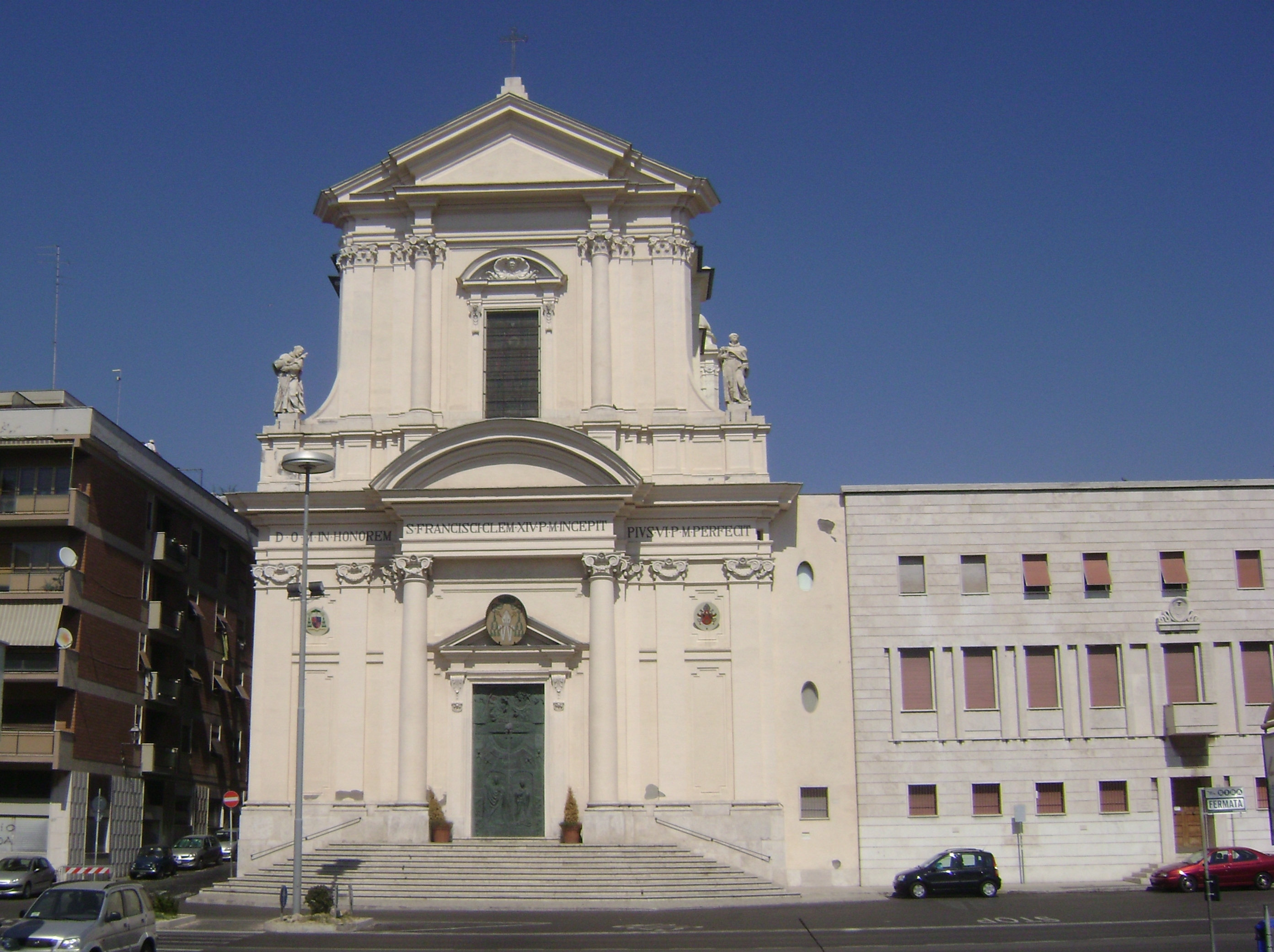
Kathedrale San Francesco in Civitavecchia

Das Bistum Civitavecchia-Tarquinia (lateinisch Dioecesis Centumcellarum-Tarquiniensis, italienisch Diocesi di Civitavecchia-Tarquinia) ist eine in Italien gelegene römisch-katholische Diözese mit Sitz in Civitavecchia. 

## Geschichte
Am 5. Dezember 1435 wurde das Bistum Corneto Tarquinia durch Papst Eugen IV. mit der Päpstlichen Bulle In supremae dignitatis errichtet und dem Heiligen Stuhl direkt unterstellt. Diesem wurde am 14. Juni 1854 das Bistum Civitavecchia angegliedert.
Am 30. September 1986 wurde das Bistum Tarquinia und Civitaveccia durch die Kongregation für die Bischöfe mit dem Dekret Instantibus votis in Bistum Civitavecchia-Tarquinia umbenannt.
Am 12. Februar 2022 verfügte Papst Franziskus die Vereinigung des Bistums Civitavecchia-Tarquinia in persona episcopi mit dem Bistum Porto-Santa Rufina. Bischof der so vereinigten Bistümer wurde der bisherige Bischof von Civitavecchia-Tarquinia, Gianrico Ruzza.

## Ordinarien

### Bischöfe von Tarquinia und Civitaveccia
- 1854–1868 Camillo de’ Marchesi Bisleti
- 1868–1882 Francesco Gandolfi
- 1882–1906 Angelo Rossi
- 1907–1910 Giovanni Beda Cardinale OSB, dann Apostolischer Administrator von Perugia
- 1910–1917 Pacificio Fiorani, dann Bischof von Osimo und Cingoli
- 1917–1925 Luca Piergiovanni
- 1926–1931 Emilio Cottafavi
- 1932–1944 Luigi Drago
- 1945–1976 Giulio Bianconi
- 1976–1983 Antonio Mazza, dann Bischof von Piacenza
- 1983–1986 Girolamo Grillo

### Bischöfe von Civitavecchia-Tarquinia
- 1986–2006 Girolamo Grillo
- 2006–2010 Carlo Chenis SDB
- 2010–2020 Luigi Marrucci
- 2020–0000 Gianrico Ruzza